# أريغون (غافروبارمون)
أریغون (بالفارسية: ایرگون) هي مستوطنة تقع في إيران في قسم غافروبارمون الريفي. يقدر عدد سكانها بـ 27 نسمة .